# 怡安中心 (洛杉磯)
怡安中心（Aon Center）是一座位於美國洛杉磯的62層摩天大樓，由查理斯·盧克曼設計，1962年完工。是洛杉磯第三高建築，及美國第48高建築。關鍵承租人是怡安集團，大廈頂部有怡安集團的標誌。

## 歷史
1973年至1981年間怡安中心稱為“聯合加利福尼亞银行大樓”（United California Bank Building），此後改名為“第一洲際銀行塔”（First Interstate Tower）。最初是密西西比河以西的最高建築，後來被休士頓的摩根大通大廈超過。1989年聯邦銀行大廈取代其成為洛杉磯第一高樓。

### 大火
1988年5月4日下午10點，該大廈第12層起火，大火燃燒持續了四個小時。燒燬了四層建築，40人受傷，并導致一名維修電梯的工人喪生。 因為當時大廈沒有自動灑水系統（但是已完成90%的安裝），火勢變得尤其難以控制，最終造成5000萬美元的損失。

## 擴展閱讀
- Cameron, Robert. . San Francisco: Cameron & Company. 1990. ISBN 0-918684-48-X.

## 外部連結
- First Interstate Bank Fire （页面存档备份，存于） Los Angeles Fire Department Historical Archive